# Jiří Růžička
Jiří Růžička (nacido el 4 de junio de 1941 en Checoslovaquia) es un exjugador checo de baloncesto. Consiguió dos medallas en competiciones internacionales con Checoslovaquia.